# باکو یوماکورا
باکو یوماکورا (انگلیسی: Baku Yumemakura؛ زادهٔ ۱ ژانویهٔ ۱۹۵۱) رمان‌نویس، فیلم‌نامه‌نویس، و نویسنده علمی-تخیلی اهل ژاپن است.
همچنین برندهٔ جوایزی همچون جایزه فرهنگی تزوکا اوسامو شده‌است.